# Монеты Бремена
Монеты Бремена — монеты, которые выпускались вначале в архиепископстве, а затем свободном городе Бремене. 9 июня 888 года король Священной Римской империи Арнульф даровал право архиепископу Гамбург-Бременскому Римберту чеканить собственную монету. За 1000 лет в Бремене выпускали самые разные денежные единицы — шерфы, пфенниги, шварены, виттены, гротены, шиллинги, талеры и др. В XVIII столетии в городе сложилась уникальная денежная система, которая основывалась на французских луидорах. Иностранная золотая монета соответствовала 5 талерам золота. В 1871 году город вошёл в состав единой Германской империи.
Формально вольный ганзейский город Бремен, как и другие вошедшие в Германскую империю королевства и герцогства, сохранил свой суверенитет в составе новосозданного государства. Была введена новая денежная единица, вошедшая в историю под названием «золотой марки». 10 марок подлежали обмену на 3 1/93 бременских талера золота. Аверс 2-, 5-, 10- и 20-марочных монет мог быть оформлен каждым государством в составе империи по своему усмотрению. На монетном дворе Гамбурга были отчеканены относительно небольшие тиражи монет, которые содержали изображение символики Бремена.
С началом Первой мировой войны Германская империя столкнулась с целым рядом трудностей. Одной из них были громадные финансовые затраты на ведение войны. Это способствовало возникновению острой нехватки наличных денег в обороте, то есть демонетизации экономики. Серебро и золото быстро исчезло из оборота. Вскоре население стало накапливать и разменную монету из меди. В условиях, когда центральный банк не мог продолжать массовую чеканку денег из благородных металлов, ряду городов было разрешено выпускать собственные деньги чрезвычайных обстоятельств (нем. Notgeld). Первыми нотгельдами стали выпущенные 31 июля 1914 года Бременом банкноты номиналом в 1, 2 и 2,5 марки. Различные типы монет местного выпуска появлялись в Бремене вплоть до 1924 года. На ряде памятных монет Веймарской республики и ФРГ помещены изображения Бремена и его достопримечательностей.

## Монеты архиепископства и свободного города Бремена

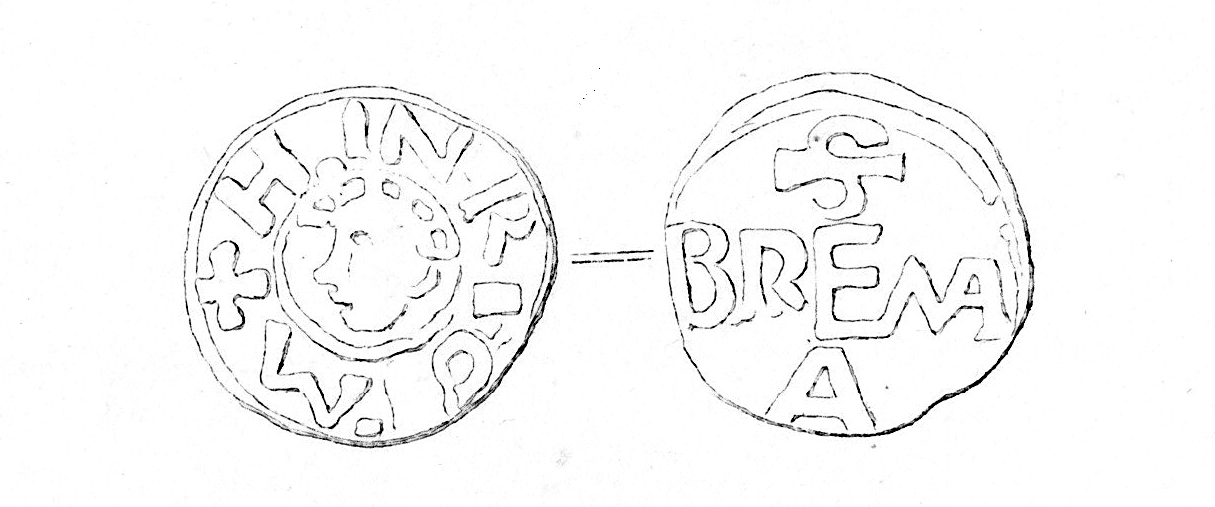
Изображение одного из первых бременских пфеннигов. На аверсе помещено изображение императора Священной Римской империи Генриха II. Реверс монеты содержит надпись «S. Brema A.»

Первое документальное свидетельство о монетах Бремена датируется 9 июня 888 года. Король Священной Римской империи Арнульф даровал право архиепископу Гамбург-Бременскому Римберту чеканить собственную монету. Впоследствии это право неоднократно подтверждали и другие императоры. Несмотря на то, что право выпускать монеты правители Бремена получили в IX столетии, самые старые из сохранившихся бременских монет были отчеканены в XI веке. Вначале их выпускали из чистого серебра придерживаясь эдикта Карла Великого, согласно которому из одного фунта чистого серебра чеканили 240 денариев. В немецких государствах денарии получили название пфеннигов. 12 пфеннигов составляли 1 шиллинг (солид). В Бремене, как и других германских средневековых государствах, сложилась денежная система при которой 1 фунт серебра составлял 20 шиллингов или 240 пфеннигов. Вплоть до середины XIV столетия в Бремене шиллинг оставался счётной единицей, а не реальной денежной единицей. Сохранившиеся средневековые пфенниги содержат на аверсе изображение императора, а на реверсе подпись «S. Brema A.».
В XII веке производство монет характеризовалось постоянной перечеканкой. Перевыпуск новой монеты из старой сопровождался хоть и небольшим, но постоянным снижением пробы и веса. Технология изготовления денег постепенно упрощалась. Вес средневекового денария, который в германских государствах получил название «пфеннига», постоянно уменьшался, в то время как диаметр оставался неизменным. Кружок монеты стал настолько тонким, что изображения аверса и реверса проступали на противоположных сторонах, тем самым искажая друг друга. Такие монеты носят название полубрактеата, или «лёгкого пфеннига».
Корыстолюбие и алчность многочисленных монетных сеньоров стали причиной постоянной порчи монет, снижения их веса и содержания в них благородного металла. Это имело самые негативные последствия для торговли. Денежные знаки обменивали на товар исходя не из номинальной стоимости, а их веса. Это привело к тому, что для обмена стали использовать не монеты, а слитки серебра, что в свою очередь вызвало уменьшение количества чеканившейся в немецких государствах монеты.
Во время правления архиепископа Альберта II (1359—1395) в Бремене был вновь налажен процесс чеканки монет.
В Вестфалии с XIV веке стали вновь чеканить тяжёлые денарии (лат. gravis denarius). Новая денежная единица получила название «шварена» от (нем. swarer, schwerer  Pfennig). 1 шварен соответствовал 3 лёгким пфеннигам. Бременские шварены являлись подражаниями денариям архиепископа Мюнстера Людвига II (1310—1357) и его преемников. В Бремене их стали выпускать с 1369 года.
Вначале монеты содержали на одной стороне изображение апостола Пётра, а на другой герба Бремена, т. н. «бременского ключа». С 1719 года дизайн был несколько изменён. Вместо изображения святого на них стали помещать обозначение номинала.
В начале XIV столетия в области нижнего Везера пфенниги были вытеснены французскими турскими грошами (фр. Gros tournois) и их подражаниями. Вначале в Бремене они получили название «гротенов турнос». В середине XIV столетия сформировалась бременская весовая марка, делившаяся на 32 гротенов. К этому времени относится разделение турских грошей и гротенов, которые изначально являлись лишь их немецким названием. По французским законам из одной французской марки (244,752 г) 23-каратного серебра следовало выпускать 58 турских грошей. Таким образом 1 турский грош содержал 4,044 г чистого серебра. Вес бременской марки в XIV столетии несколько раз пересматривался. Так, в 1344 году он составлял 128,296 г, в 1349—137,227 г, в 1369—138,852 г. Если исходя из массы бременской марки в 1344 году гротен по содержанию в нём серебра соответствовал турскому грошу, то в 1369 году был уже на 7 % дороже. Таким образом гротен и турский грош стали обозначением не одной и той же монеты, а различными денежными единицами, содержащими отличное друг от друга количество благородного металла.
Изначально гротен являлся не реальной, а счётной денежной единицей. Во второй половине XIV столетия в Бремене чеканили лишь пфенниги, виттены и шварены.
В 1405 году в Бремене сложилась следующая денежно-монетная система:
| Марка | Фердинг | Лот | Гротен | Виттен | Шварен | Пфенниг | Шерф |
| ----- | ------- | --- | ------ | ------ | ------ | ------- | ---- |
| 1     | 4       | 16  | 32     | 80     | 160    | 384     | 800  |
|       | 1       | 4   | 8      | 20     | 40     | 96      | 200  |
|       |         | 1   | 2      | 5      | 10     | 24      | 50   |
|       |         |     | 1      | 2,5    | 5      | 12      | 25   |
|       |         |     |        | 1      | 2      | 4 4/5   | 10   |
|       |         |     |        |        | 1      | 2 2/5   | 5    |
|       |         |     |        |        |        | 1       | 2    |

Распространённая в немецких государствах золотая монета рейнский гульден был эквивалентен 16 гротенам.
Для описываемого времени средневековой чеканки монет характерно постоянное изменение взаимоотношений различных денежных единиц. Так уже в 1412 году 1 виттен равнялся половине гротена или 2,5 шваренов. Это было обусловлено постоянным снижением содержания благородных металлов в монетах, пересмотр весовых характеристик марки, влияние денежно-монетных систем сопредельных Бремену государств. О девальвации бременских денег свидетельствует стоимость золотого гульдена в 1439 году в 39 гротенов, в 50 — в 1540 году, в 60 — в 1578 году. В 1618 году, когда началась Тридцатилетняя война, золотой гульден обменивали на 70 гротенов. Уже в следующем 1619 году гульден приравнивался к 92 гротенам. Таким образом за одно столетие содержание благородных металлов в бременских деньгах уменьшилось практически в 6 раз.

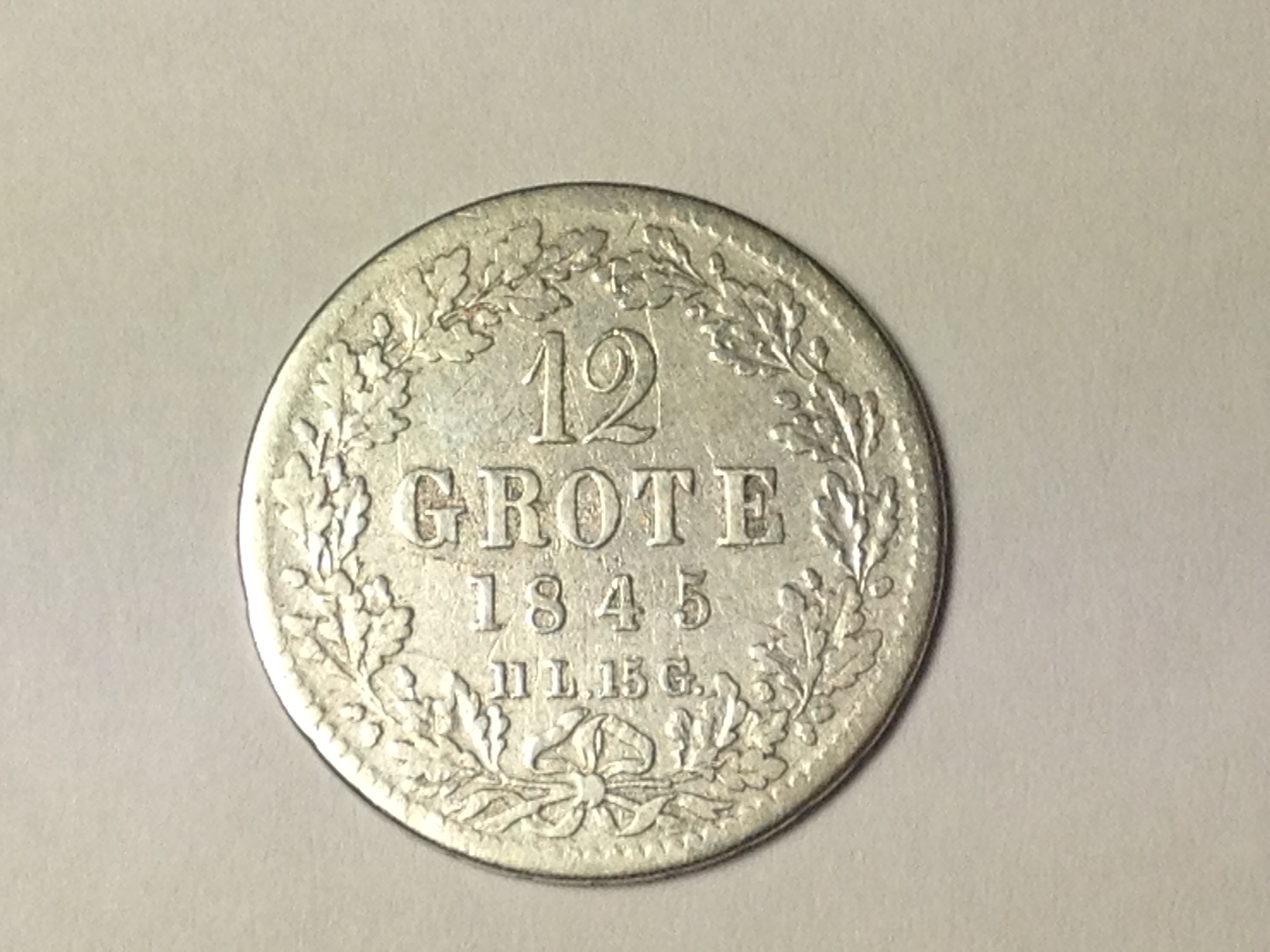
Аверс 12 гротенов 1845 года

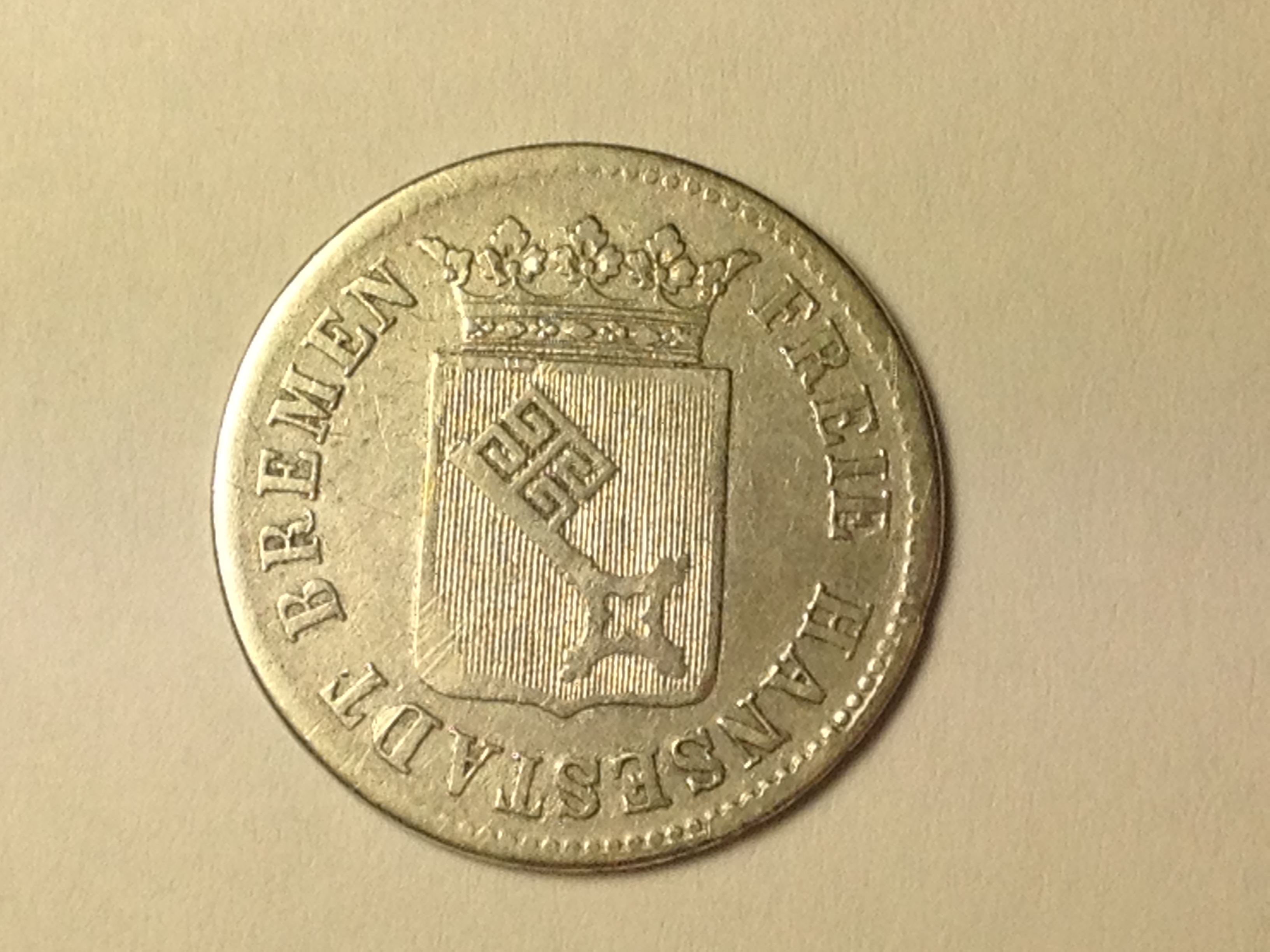
Реверс 12 гротенов 1845 года

23 апреля 1620 года распространённая денежная единица немецких государств рейхсталер был официально приравнен к 72 гротенам. Однако этот курс продержался недолго. Уже в том же году стоимость рейхсталера увеличилась до 78 гротенов, а в 1621 — до 82. В 1622 году на собрании нижнесаксонских депутатов приняло постановление о том, что рейхсталер должен быть эквивалентен 72 гротенам. Содержание благородных металлов в бременских монетах продолжало снижаться. К 1705 году один рейхсталер соответствовал 96 гротенам.
Первая монета номиналом в гротен была отчеканена в Бремене в 1423 году. На ней были изображены герб города ключ и имперский орёл. Впоследствии выпускали монеты с кратными номиналами в ½, 1½, 2, 3, 4, 6, 12, 24, 32, 36 и 48 гротенов.
На протяжении нескольких веков содержание благородного металла в гротенах непрерывно ухудшалось: в 1405 году он содержал 2,386 г серебра, в 1416 — 1,794 г, в 1439 — 0,911 г, в 1538 — 0,556 г, в 1621 — 0,317 г, в 1752 — 0,206 г. Рейхсталер, а позже и введённый в Бремене талер золота были эквивалентны 72 гротенам.

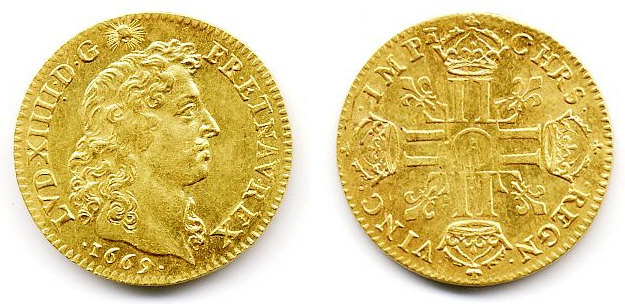
Французский луидор стал счётной денежной единицей Бремена, равной 5 талеров золота

В первой половине XVIII столетия в Бремене, который являлся портовым городом, распространились французские золотые луидоры. В середине столетия в городе сложилась денежная система согласно которой луидор был эквивалентен пяти талерам, каждый из которых равнялся 72 гротенам. Таким образом Бремен перешёл на золотой стандарт, в отличие от других немецких государств, которые придерживались серебряного. Впоследствии этот вольный город не присоединился к Дрезденской и Венской монетной конвенциям, которые были направлены на унификацию денежных систем германских государств. В связи с различием весовых характеристик с талерами других государств Германского союза бременский талер получил название талера золота (нем. Taler Gold) равный 72 гротенам или 360 шваренам.
| Луидор | Талер золота | Гротен | Шварен |
| ------ | ------------ | ------ | ------ |
| 1      | 5            | 360    | 1800   |
|        | 1            | 72     | 360    |
|        |              | 1      | 5      |

Во второй половине XVIII и первой половине XIX столетий талер золота являлся счётной денежной единицей, так как монет такого номинала не выпускали. Только в 1863, 1865 и 1871 годах были отчеканены небольшими тиражами на монетном дворе Ганновера талеры с обозначением номинала «THALER GOLD».
| Аверс | Реверс | Гурт                                   | Описание аверса                                                            | Описание реверса | Год чеканки | Тираж | Вес                           |
| ----- | ------ | -------------------------------------- | -------------------------------------------------------------------------- | --- | ----------- | ----- | ----------------------------- |
|       |        | GOTT MIT UNS (рус. С нами Бог)         | Герб Бремена. Круговая надпись «FREIE HANSESTADT BREMEN / EIN THALER GOLD» | Надпись «ZUR 50JÄHRIGER JUBELFEIER DER BEFREIUNG DEUTSCHLANDS 1863» (рус. К 50-летию освобождения Германии) в венке из дубовых ветвей и крест Ганзейского союза                         | 1863        | 20005 | 17,539 г серебра 986,11 пробы |
|       |        | GOTT MIT UNS (рус. С нами Бог)         | Герб Бремена. Круговая надпись «FREIE HANSESTADT BREMEN / EIN THALER GOLD» | Надпись «ZWEITES DEUTSCHES BUNDES- SCHIESSEN IN BREMEN 1865» (рус. Второй общенемецкий стрелковый фестиваль в Бремене 1865) в венке из дубовых ветвей и крест Ганзейского союза         | 1865        | 50000 | 17,539 г серебра 986,11 пробы |
|       |        | GOTT WAR MIT UNS (рус. Бог был с нами) | Герб Бремена. Круговая надпись «FREIE HANSESTADT BREMEN / EIN THALER GOLD» | Надпись «ZUR ERINNERUNG AN DEN GLORREICH ERKÄMPFTEN FRIEDEN VOM 10 MAI 1871» (рус. На память о славно завоёванном мире 10 мая 1871) в венке из дубовых ветвей и крест Ганзейского союза | 1871        | 60729 | 17,539 г серебра 986,11 пробы |

## Монеты Бремена в составе Германской империи
В 1871 году, после объединения всех германских государств в единую империю, были также унифицированы и их денежные единицы. Согласно монетному закону 1871 года была введена новая денежная единица, вошедшая в историю под названием «золотой марки». 10 марок подлежали обмену на 3 1/93 бременских талера золота. Таким образом, один талер золота соответствовал 3 маркам 32 пфеннигам.
9 июля 1873 года принят монетный закон, который регламентировал переход всех государств в составе империи к единой денежной системе, а также выпуск серебряных монет. Во 2 и 3 параграфах третьей статьи чётко описывался внешний вид новых монет. Реверс каждой из них должен был включать надпись «DEUTSCHES REICH» (Германская империя), год выпуска и герб — имперского орла. При этом на монетах более 1 марки номинал помещался на реверсе, в то время как на 1-марочной и ниже — на аверсе. Аверс 2-, 5-, 10- и 20-марочных монет мог быть оформлен каждым государством в составе империи по своему усмотрению.
На монетном дворе Гамбурга были отчеканены относительно небольшие тиражи монет, которые содержали изображение символики Бремена.
| Аверс | Реверс | Номинал  | Диаметр, мм | Вес, г | Гурт                        | Металл             | Годы чеканки | Тираж   |
| ----- | ------ | -------- | ----------- | ------ | --------------------------- | ------------------ | ------------ | ------- |
|       |        | 2 марки  | 28          | 11,11  | рубчатый                    | 0,900 Ag, 0,100 Cu | 1904         | 100 000 |
|       |        | 5 марок  | 38          | 27,777 | GOTT MIT UNS («С нами Бог») | 0,900 Ag, 0,100 Cu | 1906         | 40 846  |
|       |        | 10 марок | 19,5        | 3,9825 | арабески                    | 0,900 Au, 0,100 Cu | 1907         | 20 006  |
|       |        | 20 марок | 22,5        | 7,9650 | GOTT MIT UNS («С нами Бог») | 0,900 Au, 0,100 Cu | 1906         | 20 122  |

Бременские золотые 10 и 20 марок, как и другие монеты данных номиналов Германской империи выпусков 1871—1915 годов, хоть и не использовались в обороте после начала Первой мировой войны в 1914 г. по причине превышения стоимости содержащегося в них металла по отношению к номинальной, официально были демонетизированы лишь в 1938 году. Официально серебряные монеты Германской империи, в том числе и представленные выше 2 и 5 марки Бремена, были демонетизированы в августе 1924 года с введением рейхсмарки (1 серебряная рейхсмарка весила 5 граммов и имела 500-ю пробу, то есть содержала в два раза меньше драгоценного металла, чем серебряная марка империи).

## Деньги Бремена 1914—1924 годов
4 августа 1914 года, сразу же после вступления Германской империи в Первую мировую войну, обмен незолотых монет и банкнот на золото был прекращён. Последовавшая за этим инфляция привела к почти полному обесцениванию бумажных денег. Термин «золотая марка» появился после 1914 года, для подчёркивания отличия монет из благородных металлов с обозначением номинала в марках от бумажных, которые были подвержены гиперинфляции. Официально золотая марка была демонетизирована в августе 1924 года с введением рейхсмарки.
С началом Первой мировой войны Германская империя столкнулась с целым рядом трудностей. Одной из них были громадные финансовые затраты на ведение войны. Это способствовало возникновению острой нехватки наличных денег в обороте, то есть демонетизации экономики. Серебро и золото быстро исчезло из оборота. Вскоре население стало накапливать и разменную монету из меди. В условиях, когда центральный банк не мог продолжать массовую чеканку денег из благородных металлов, ряду городов было разрешено выпускать собственные деньги чрезвычайных обстоятельств (нем. Notgeld). Первыми нотгельдами стали выпущенные 31 июля 1914 года Бременом банкноты номиналом в 1, 2 и 2,5 марки. По оценкам составителя каталога нотгельдов Арнольда Келлера только в 1914 году 452 инстанции эмитировали около 5,5 тысяч типов различных типов денег чрезвычайных обстоятельств. Плохо контролируемый центральным правительством процесс выпуска нотгельдов привёл к тому, что количество их типов стало исчисляться тысячами.
На этом фоне выпуск центральным банком монет малых номиналов из более дешёвых, чем до войны, металлов не мог привести к нормализации финансовой жизни страны. Существует несколько серий монет чрезвычайных обстоятельств, которые местные власти Бремена выпускали с 1920 по 1924 год.
Особняком стоит серия монет Бремена 1924 года. 18 марта 1924 года властями Бремена были выпущены ценные бумаги внешнего займа с номиналом в американских долларах. Одновременно было отчеканены жетоны номиналом в 2, 5, 10, 20, 50 счётных пфеннига и 1 счётную марку. Данные монеты предназначались для покупки бумаг внешнего займа и соответственно, в отличие от бумажных денег, не подлежали гиперинфляции. Срок обращения этих денег оказался весьма недолговечным. 30 сентября 1924 года они были демонетизированы.

## Монеты с изображением достопримечательностей Бремена после 1924 года
После введения рейхсмарки Бремен уже не выпускал собственные денежные знаки. Лишь в 1927 году в честь столетия основания в устье Везера Бремерхафена, который вместе с самим Бременом составляет административную область «Freie Hansestadt Bremen» (свободный ганзейский город Бремен), были отчеканены памятные 3 и 5 марки. Также в памятной серии монет номиналом 2 евро, в 2010 году появилась монета с изображением ратуши и центральной статуи города, изображающей Роланда.